# Pedro Rodríguez Ledesma
Pedro Rodríguez Ledesma, més conegut com a Pedro, i anteriorment com a Pedrito, nascut a Santa Cruz de Tenerife el 28 de juliol del 1987, és un futbolista canari que juga d'extrem a la SS Lazio de la Serie A.
Tot i que va néixer a Santa Cruz de Tenerife, va arribar al Barça l'1 d'agost del 2004 per jugar als juvenils, procedent del CD San Isidro. Es tracta d'un davanter de gran velocitat, molt treballador i amb molt bon control de la pilota amb les dues cames i un potent xut.
Va esdevenir el primer jugador a marcar en sis competicions diferents durant una sola temporada al Futbol Club Barcelona, la temporada 2009-10: la Lliga, la Copa del Rei, la Lliga de Campions, la Supercopa d'Espanya, la Supercopa d'Europa i el Mundial de Clubs. Ho va aconseguir el 16 de desembre de 2009 quan va marcar un dels gols del seu equip al Mundial de Clubs d'Abu Dhabi durant la semifinal contra el Atlante de Mèxic, i a la final contra l'Estudiantes de La Plata de l'Argentina, que va servir per provocar la pròrroga, el minut 89.
És un dels 7 jugadors que ha guanyat el Triplet en dues ocasions amb el F. C. Barcelona, juntament amb Xavi Hernández, Andrés Iniesta, Lionel Messi, Dani Alves, Gerard Piqué i Sergio Busquets.

## Biografia

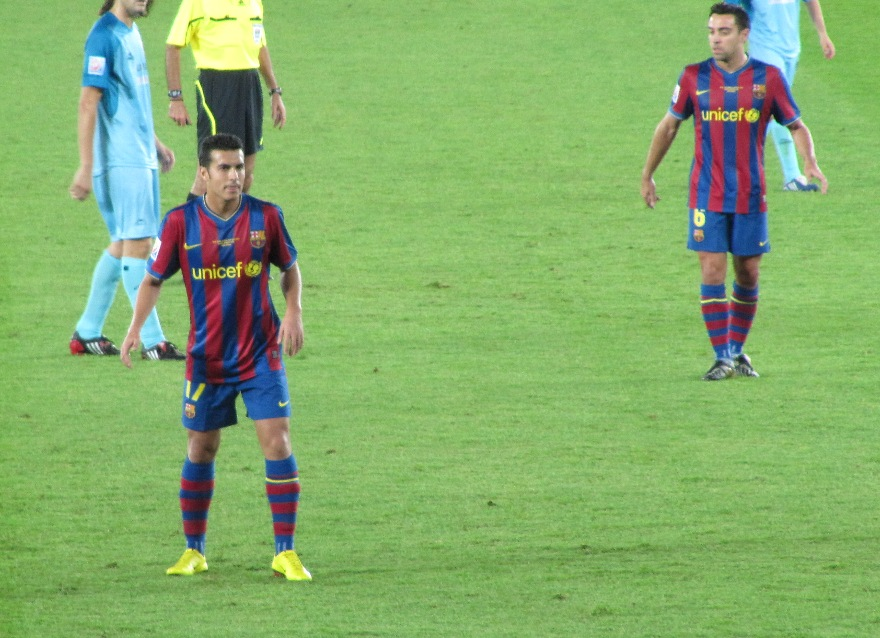
Pedro (esquerra), durant un partit del primer equip del Barça, el 2009.

Pedro va néixer a Santa Cruz de Tenerife el 1987. Conegut en els seus inicis amb el sobrenom de Pedrito, es va formar en un equip local anomenat Club Deportivo San Isidro. la temporada 2003/04 va començar a destacar amb l'equip juvenil, marcant 35 gols en la lliga de la categoria. Aquest mateix any va arribar a debutar amb el primer equip a Tercera Divisió, tot i tenir només 17 anys. A l'acabament de la temporada, a l'agost de 2004, i després de participar en el Torneig Juvenil d'Adeje, va ser descobert pels observadors del FC Barcelona, que van decidir incorporar-lo als juvenils del club blaugrana.
Després de tres anys en el futbol base blaugrana, Pedro té minuts en dos partits de Lliga amb el primer equip a la temporada 2007/08, tots dos al Camp Nou, davant el Múrcia en la jornada 19a i davant el Valladolid a la 29a. La major part d'aquella temporada, però, Pedro la viu jugant amb el Barça B, amb el qual aconsegueix l'ascens a Segona B. Disputa 36 partits, en els quals marca sis gols.
Josep Guardiola, ja com a tècnic del primer equip, continua comptant força amb ell. De fet, Pedro és un dels jugadors més utilitzats en la pretemporada 2008/09 del primer equip. Ja en la temporada regular, Pedro participa puntualment en les tres competicions i fins i tot disputa els últims minuts de les finals de la Copa del Rei de futbol i de la Lliga de Campions. En total, la temporada 2008/09 disputa 14 partits sense arribar a fer cap gol en partit oficial. El primer arriba a l'anada de la Supercopa d'Espanya de 2009, en un estadi històric com San Mamés.
El 20 d'agost del 2009, Pedro signa el seu primer contracte com a jugador del primer equip, després de ser un dels màxims golejadors en la pretemporada 2009/10.

### FC Barcelona
Pedro va iniciar la seva carrera als equips juvenils del FC Barcelona, alternant alguns partits amb el Barça Atlètic. Va debutar amb el primer equip del Barça el 12 de gener del 2008 durant un partit de la 19a jornada de Lliga a casa enfront del Murcia. El 13 d'agost del mateix any va debutar a la Lliga de Campions enfront del Wisła Kraków.
Fou el jugador que decidí la victòria de la Supercopa d'Europa del 2009, marcant l'únic gol del partit contra el Xakhtar Donetsk, després de rebre una assistència de Leo Messi durant els últims minuts de la pròrroga.
Pedro és el primer jugador de la història del futbol que ha marcat en sis competicions diferents en un mateix any, el 2009. Les competicions van ser les següents: Lliga BBVA, Copa del Rei, Champions League, Supercopa d'Espanya, Supercopa d'Europa i Campionat de Món de Clubs de futbol.
El 27 de maig de 2013, entrà a la llista de 26 preseleccionats per Vicente del Bosque per disputar la Copa Confederacions 2013, i posteriorment el 2 de juny, entrà a la llista definitiva de convocats per aquesta competició.
El 21 de setembre del 2013, Pedro va fer el seu primer hat-trick amb el Barça, en marcar 3 gols en el partit de lliga que enfrontava l'equip culer amb el Rayo Vallecano (0-4).
El 31 de maig de 2014 entrà a la llista de 23 seleccionats per Vicente del Bosque per participar en la Copa del Món de Futbol de 2014; aquesta serà la seva segona participació en un mundial. En cas que la selecció espanyola, la campiona del món del moment, guanyés novament el campionat, cada jugador cobraria una prima de 720.000 euros, la més alta de la història, 120.000 euros més que l'any anterior.
El 4 de juny de 2015 es va anunciar que renovava el seu contracte amb el FC Barcelona fins al 2019, incrementant la seva clàusula de rescissió a 150 milions d'euros.
L'11 d'agost de 2015 va jugar, com a suplent, al partit de la Supercopa d'Europa 2015, a Tbilisi, en què el Barça va guanyar el Sevilla CF per 5 a 4. Pedro fou l'autor del cinquè i decisiu gol del Barça al minut 115 de partit, ja en temps de pròrroga.

### Chelsea
El 20 d'agost del 2015 va ser presentat com a nou jugador del Chelsea FC, tot i que s'havia especulat amb el seu fitxatge pel Manchester United FC. El 23 d'agost va debutar a la Premier League en un partit entre el seu nou equip i el West Bromwich Albion, que el Chelsea va guanyar per 2 a 3, amb un gol i una assistència de Pedro, que va sortir del camp ovacionat.
La seva primera temporada al club londinenc va lluir el dorsal número 17, tot i que a l'any següent va canviar a l'11, número que portava habitualment a la selecció espanyola.
El 9 d'agost de 2020, després de cinc anys en l'equip, va abandonar el club després d'expirar el seu contracte.

### Roma
El 25 d'agost de 2020 es va fer oficial el seu fitxatge per l'AS Roma per tres temporades. Va debutar pels Giallorossi el 19 de setembre, jugant el seu primer parit de Serie A contra el Verona. Va marcar el seu primer gol pel club el 3 d'octubre en una victòria per 1–0 contra l'Udinese Calcio. Després d'un començament potent, les seves actuacions varen anar empitjorant, a causa de diverses lesions i de conflictes amb el seu entrenador, Paulo Fonseca. De tota manera, en el darrer partit de la temporada, va marcar en una victòria per 2–0 al Derby della Capitale contra la SS Lazio el 15 de maig de 2021.

### Lazio
El 19 d'agost de 2021, Pedro va fitxar per l'equip rival de la Roma, la SS Lazio per dos anys, després d'haver estat exclòs de l'equip pel nou entrenador de la Roma, José Mourinho en la pretemporada. Va esdevenir així el primer jugador, des del porter Astutillo Malgioglio el 1985 en passar directament d'un equip a l'altre. El 21 d'agost va debutar amb la Lazio en una victòria per 3-1 contra l'Empoli FC.
Va marcar el seu primer gol per la Lazio contra la Roma el 26 de setembre de 2021, i així va esdevenir el tercer jugador a marcar pels dos clubs al Derby della Capitale.

## Perfil
Tot i conduir habitualment la pilota amb la cama esquerra, Pedro és un jugador originàriament dretà. Aquesta habilitat amb les dues cames li permet ocupar els dos costats de l'extrem o, fins i tot, jugar en la posició de '9' (davanter centre). Té arribada, regat i un bon xut, també des de la llarga distància.

## Estadístiques
A 30 juny 2016
| Club         | Temporada | Lliga   | Lliga | Copa    | Copa | Europa  | Europa | Altres  | Altres | Total   | Total |
| Club         | Temporada | Partits | Gols  | Partits | Gols | Partits | Gols   | Partits | Gols   | Partits | Gols  |
| ------------ | --------- | ------- | ----- | ------- | ---- | ------- | ------ | ------- | ------ | ------- | ----- |
| FC Barcelona | 2007–08   | 2       | 0     | 0       | 0    | 0       | 0      | –       | –      | 2       | 0     |
| FC Barcelona | 2008-09   | 6       | 0     | 3       | 0    | 5       | 0      | –       | –      | 14      | 0     |
| FC Barcelona | 2009–10   | 34      | 12    | 4       | 3    | 9       | 4      | 5       | 4      | 52      | 23    |
| FC Barcelona | 2010–11   | 33      | 13    | 7       | 4    | 12      | 5      | 1       | 0      | 53      | 22    |
| FC Barcelona | 2011–12   | 29      | 5     | 5       | 4    | 9       | 4      | 5       | 0      | 48      | 13    |
| FC Barcelona | 2012–13   | 28      | 7     | 5       | 1    | 10      | 1      | 2       | 1      | 45      | 10    |
| FC Barcelona | 2013–14   | 37      | 15    | 8       | 3    | 7       | 1      | 2       | 0      | 54      | 19    |
| FC Barcelona | 2014–15   | 35      | 6     | 6       | 5    | 9       | 0      | 0       | 0      | 50      | 11    |
| FC Barcelona | 2015-16   | 0       | 0     | 0       | 0    | 0       | 0      | 3       | 1      | 3       | 1     |
| FC Barcelona | Total     | 204     | 58    | 38      | 20   | 61      | 15     | 18      | 6      | 321     | 99    |
| Total        | Total     | 204     | 58    | 38      | 20   | 61      | 15     | 18      | 5      | 321     | 99    |

## Palmarès

### Futbol Club Barcelona Atlètic
- 1 Lliga de Tercera divisió (2007-08)

### Futbol Club Barcelona
- 5 Lligues Espanyoles (2008-09, 2009-10, 2010-11, 2012-13[39] i 2014-15[40])
- 3 Copes del Rei (2008-09, 2011-12 i 2014-15[41])
- 3 Lligues de Campions (2008-09, 2010-11, 2014-15[42])
- 4 Supercopes espanyoles (2009, 2010, 2011, 2013[43])
- 3 Supercopes d'Europa (2009,[11] 2011,[44] 2015[21])
- 2 Campionats del Món de Clubs (2009, 2011[45])

### Chelsea
- 1 Lliga Europa de la UEFA: 2018-19
- 1 FA Premier League: 2016-17
- 1 FA Cup: 2017-18

### Selecció espanyola
- 1 Copa del Món de Futbol: 2010
- 1 Eurocopa: 2012